# Gaston Schwinn
Gaston Schwinn est un astrologue et journaliste français né le 10 avril 1946 à Creutzwald (Moselle) et mort le 14 mai 2015 à Vantoux (Moselle).

## Biographie
Gaston Schwinn travaille pendant 38 ans au Républicain lorrain, où il rédige des chroniques sur l'astrologie, l'œnologie et la gastronomie. À partir de 2010, il devient correspondant à Point 24 (Luxembourg). 
Il était également membre de l'Association Professionnelle des Critiques et Informateurs de la Gastronomie et du Vin (APCIG)[réf. souhaitée] et testeur Bottin Gourmand pour la Moselle[réf. souhaitée]. 
Gaston Schwinn meurt le 14 mai 2015 à Vantoux des suites d'un cancer,. 